# Anne Ramsey

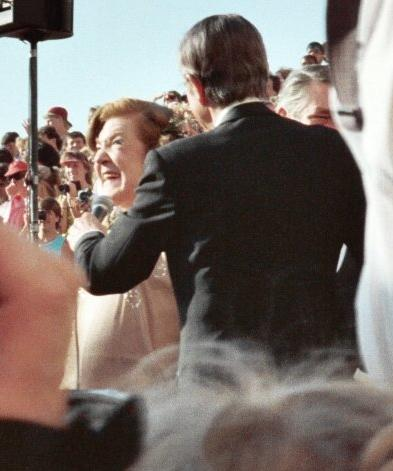
Anne Ramsey bei der Oscarverleihung 1988

Anne Ramsey, geboren als Anne Mobley (* 27. März 1929 in Omaha, Nebraska; † 11. August 1988 in Los Angeles, Kalifornien), war eine US-amerikanische Schauspielerin.

## Leben
Geboren als Tochter eines Versicherungsmanagers wuchs Ramsey in Omaha auf und besuchte dort das Bennington College, auf dem ihr Interesse für das Theater geweckt wurde. In den 1950er Jahren spielte sie in mehreren Broadway-Produktionen. 1954 heiratete Ramsey den Schauspieler Logan Ramsey, mit dem sie nach Philadelphia zog und dort zusammen mit ihm das Philadelphia Theatre of the Living Arts gründete.
Erst in den frühen 1970er Jahren begann ihre Karriere als Charakterdarstellerin in Hollywood. Neben zahlreichen Gastauftritten in Fernsehserien und Kinofilmen wurde sie vor allem durch zwei Rollen bekannt: als Mama Fratelli in Steven Spielbergs Die Goonies und – an der Seite von Danny DeVito – als Mrs. Lift in Schmeiß’ die Mama aus dem Zug!. Für die Verkörperung der Mutter von Danny DeVitos Figur wurde sie 1988 für den Oscar (Beste Nebendarstellerin) und für den Golden Globe Award nominiert. Für beide Filme erhielt sie zudem den Saturn Award als beste Nebendarstellerin in einem Film.
Zusammen mit ihrem Ehemann trat sie gemeinsam in fünf Filmen auf, darunter The Sporting Club (1971) und Rohr frei für Familie Hollowhead – Life on the Edge (1989), ihren ersten und letzten Filmrollen.
Ein Markenzeichen Ramseys in ihren späten Filmen war die raue Stimme und gleichzeitig verwaschene Aussprache, die durch eine Resektion von Teilen ihrer Zunge und ihres Kieferknochens aufgrund eines Krebsleidens Mitte der 1980er Jahre entstanden war. 1988 kehrte der Speiseröhrenkrebs zurück und sie verstarb im Alter von 59 Jahren im Motion Picture and Television Hospital in Los Angeles.

## Filmografie (Auswahl)

### Kino
- 1971: The Sporting Club
- 1972: Polizeirevier Los Angeles Ost (The New Centurions)
- 1972: Sandkastenspiele (Up the Sandbox)
- 1973: Heiraten wir morgen (The Third Girl from the Left)
- 1974: Bei mir liegst du richtig (For Pete’s Sake)
- 1974: Rhinoceros
- 1975: The New Original Wonder Woman
- 1976: Zwischen Zwölf und Drei (From Noon Till Three)
- 1977: Das Geld liegt auf der Straße (Dick und Jane)
- 1978: Der Galgenstrick (Goin’ South)
- 1978: The Gift of Love
- 1979: When You Comin’ Back, Red Ryder?
- 1980: Mit Vollgas nach San Fernando (Any Which Way You Can)
- 1980: Hollywood Cops (The Black Marble)
- 1982: Ich glaub mein Straps funkt SOS (National Lampoon’s Class Reunion)
- 1984: The Killers
- 1985: Die Goonies (The Goonies)
- 1986: Der tödliche Freund (Deadly Friend)
- 1986: Say Yes!
- 1987: Schmeiß’ die Mama aus dem Zug! (Throw Momma from the Train)
- 1987: Der stählerne Vorhang (Weeds)
- 1988: Die Geister, die ich rief … (Scrooged)
- 1988: Doctor Hackenstein
- 1988: Good Old Boy: A Delta Boyhood
- 1988: Verhext nochmal! (Love at Stake)
- 1989: Homer und Eddie (Homer and Eddie)
- 1989: Sweet nothing (Another Chance)
- 1989: Rohr frei für Familie Hollowhead – Life on the Edge (Meet the Hollowheads)

### Fernsehen
- 1972: Der Chef (Fernsehserie, 1 Episode)
- 1972: Los Angeles 1937 (Fernsehserie, 1 Episode)
- 1973: Heiraten wir morgen (The Third Girl from the Left) (Fernsehfilm)
- 1974: Anwalt gegen das Gericht (The Law) (Fernsehfilm)
- 1975–1977: Wonder Woman (Fernsehserie, 2 Episoden)
- 1976: Mary Hartman, Mary Hartman (Fernsehserie, 1 Episode)
- 1976: Drei Engel für Charlie (Fernsehserie, 1 Episode)
- 1976: Dawn: Portrait of a Teenage Runaway (Fernsehfilm)
- 1976: Delvecchio (Fernsehserie, 1 Episode)
- 1976: The Boy in the Plastic Bubble (Fernsehfilm)
- 1978: Unsere kleine Farm (Fernsehserie, 1 Episode)
- 1978: Junge Schicksale (ABC Afterschool Specials) (Fernsehserie, 1 Episode)
- 1978: The Gift of Love (Fernsehfilm)
- 1979–1982: Laverne & Shirley (Fernsehserie, 2 Episoden)
- 1979: Starsky und Hutch (Fernsehserie, 1 Episode)
- 1979: Blind Ambition (Fernsehminiserie)
- 1979: CHiPs (Fernsehserie, 1 Episode)
- 1980: White Mama (Fernsehfilm)
- 1980: Marilyn Monroe – Eine wahre Geschichte (Marilyn: The Untold Story) (Fernsehfilm)
- 1981: Randys Tod (The Killing of Randy Webster) (Fernsehfilm)
- 1981: Ein kleiner Mord (A Small Killing) (Fernsehfilm)
- 1982: Marian Rose White (Fernsehfilm)
- 1983: Eine Frau schreit nach Leben (I Want to Live) (Fernsehfilm)
- 1983: Herndon (Fernsehfilm)
- 1983: Herzbube mit zwei Damen (Fernsehserie, 1 Episode)
- 1983: Ein Fall für Professor Chase (Fernsehserie, 1 Episode)
- 1984: The Seduction of Gina (Fernsehfilm)
- 1984: Fit fürs Leben (Getting Physical) (Fernsehfilm)
- 1984: Mord ist ihr Hobby (Fernsehserie, 1x1 Der Mord an Sherlock Holmes (Teil 1 und 2))
- 1984: Familienbande (Fernsehserie, 1 Episode)
- 1985: Polizeirevier Hill Street (Fernsehserie, 1 Episode)
- 1985: Harrys wundersames Strafgericht (Fernsehserie, 1 Episode)
- 1986: Knight Rider (Fernsehserie, 4x13 Killer K.I.T.T.)
- 1987: Trying Times (Fernsehserie, 1 Episode)
- 1988: Alf (Fernsehserie, 2x20 Ein Widersacher auf vier Beinen)